# Burning Days
Pour plus de détails, voir Fiche technique et Distribution.
Burning Days (Kurak Günler) est un film turc réalisé par Emin Alper, sorti en 2022.

## Synopsis
Un jeune procureur sans expérience, Emre, vient d'être nommé dans une ville perdue d'Anatolie. La ville, rongée par la corruption, souffre de coupures d'eau et les terres sont ravagées par la formation de dolines —  gouffre créé à la suite d'une érosion brutale et circulaire pouvant aller de dix à cent mètres de diamètre — jusqu'en ville. La surexploitation des nappes phréatiques fait l'objet d'enquêtes et de poursuites judiciaires qui mettent en danger la réélection de la municipalité en place. Après des approches pour le circonvenir en mettant en avant le décalage des lois définies à Ankara, et la vie telle qu'elle se pratique dans une petite ville éloignée de tout, Emre va tomber dans un piège que lui tendent ceux dont les intérêts et les privilèges sont menacés et se retrouve mêlé à une affaire de viol d'une jeune Rom,,.

## Fiche technique
Sauf indication contraire, les informations mentionnées dans cette section peuvent être confirmées par la base de données cinématographiques IMDb,  présente dans la section « Liens externes ».
- Titre original : Kurak Günler
- Titre international : Burning Days
- Réalisation et scénario : Emin Alper
- Première assistante-réalisatrice : Damla Kirkali
- Musique : Stefan Will
- Décors : Nadide Argun
- Costumes : Öykü Ersoy
- Direction artistique : Ceyda Yuceer
- Photographie : Hristos Karamanis
- Montage : Eytan Ipeker et Özcan Vardar
- Son : Kresimir Rodic
- Production : Kerem Çatay et Nadir Öperli
  - Coproduction : Michael Weber, Yorgos Tsourgiannis, Maarten Swart, Fatih Sakiz, Laurent Lavolé, Anita Juka, Viola Fügen, Stienette Bosklopper
  - Production associée : Irem Akbal, Paulina Krizic, Cigdem Mater, Nikos Moutselos, Maya Scherr-Willson, Laura Sinovcic
- Sociétés de production : 14 Films, Ay Yapim
- Sociétés de distribution : Bir Films (Turquie), Memento Distribution (France), Microkosmos (Grèce), Trigon-Film (Suisse)
- Budget : n/a
- Pays de production :  Turquie,  France,  Allemagne,  Grèce,  Croatie
- Langue originale : turc
- Genre : drame
- Durée : 129 minutes
- Dates de sortie :
  - France : 23 mai 2022 (Première mondiale - Festival de Cannes), 26 avril 2023 (sortie nationale)
  - Turquie : 9 décembre 2022
  - Grèce : 2 février 2023

## Distribution
Sauf indication contraire, les informations mentionnées dans cette section peuvent être confirmées par la base de données cinématographiques IMDb,  présente dans la section « Liens externes ».
- Selahattin Paşalı : Emre Gündüz, le procureur
- Ekin Koç : Murat Körükçü, le journaliste (propriétaire du journal La Voix de Yankiklar), opposant au maire, fils adoptif de l'ancien maire
- Erol Babaoğlu : Şahin Oztürk, fils du maire et avocat
- Erdem Şenocak : Kemal Gülçay, ami de Sahin et dentiste
- Nizam Namidar : Selim Oztürk, le maire
- Sinan Demirer : Ilhan, le commissaire de police
- Selin Yeninci : Zeynep, la juge
- Eylül Ersöz : Huriye Bozak, dite « Pekmez »
- Ali Seçkiner Alici : Yavuz Bozak, père de Pekmez
- Onur Gürçay : le docteur
- Hatice Aslan : la mère d'Emre[4]

## Production

### Genèse et développement
Le réalisateur turc Emin Alper cite Un ennemi du peuple, pièce de Henrik Ibsen, comme l'une de ses principales sources d'inspiration. Ibsen, dans sa pièce, utilise un microcosme. Yaniklar, ville fictive où se déroule le film, est un microcosme de la Turquie.
Emin Alper explique une des thématiques du film : « La pénurie d'eau en Turquie devient de plus en plus problématique. Et les dolines [...] constituent un vrai problème en Anatolie centrale. Avec la disparition des nappes phréatiques, le nombre de dolines augmente rapidement et crée un réel danger pour les populations. Mais malgré ce danger, la surconsommation d'eau se poursuit »,.
Sur le plan politique, Emin Alper part d'un constat qu'il met en évidence dans le film : « On peut toujours avoir le courage et l'envie de se battre contre des politiciens corrompus et autoritaires, mais quand on voit que ces gens sont populaires et qu'ils sont réélus par le peuple encore et encore, on se sent désespéré, et isolé. » Il pourrait être découragé, mais néanmoins, il veut continuer à se battre en dénonçant la « montée des populismes autoritaires ».
L'Anatolie centrale, où se déroule l'intrigue et dont le réalisateur est originaire, « est la partie la plus conservatrice du pays, là où l'on vote à 70 % pour Erdoğan ».

### Interprètes
Selon Isabelle Arnaud de Unification France, « Selahattin Paşalı est magnifique en jeune procureur voulant bien faire les choses. Il incarne parfaitement un personnage possédant une certaine ambiguïté et offre le portrait passionnant d’un homme non manichéen. Ekin Koç est très intéressant en journaliste local se rapprochant de lui. Erdem Şenocak est excellent en fils du maire suivant ses propres lois ».

### Tournage
Le film est tourné à Kayseri, au pied du mont Erciyes, en Anatolie centrale.

## Accueil

### Box-office
Cumulé en semaines d'exploitation,:
| Pays ou région | Box-office      | Date d'arrêt du box-office | Nombre de semaines |
| -------------- | --------------- | -------------------------- | ------------------ |
| France         | 136 358 entrées | 2 août 2023                | 14                 |
| Turquie        | 250 000 entrées | en cours                   |                    |

Pour son premier jour d'exploitation en France, Burning Days réalise 10 071 entrées, dont 5 739 en avant-premières, pour un total de 301 séances proposées. En comptant pour ce premier jour les avant-premières, le film se positionne en cinquième place du box-office des nouveautés pour sa journée de démarrage, derrière Misanthrope (10 515) et devant Beau Is Afraid (9 199).
Au bout d’une première semaine d’exploitation dans les salles françaises, le long-métrage totalise 45 633 entrées, pour 2 004 séances proposées. Si l'on ne tient pas compte des avant-premières, alors Burning Days figure en dix-septième place au box-office hebdomadaire, derrière John Wick : Chapitre 4 (48 526) et devant Beau Is Afraid (30 708).

### Critiques
En France, le site Allociné propose une moyenne de 3,7⁄5, fondée sur 23 critiques de presse.
Pour Bande à part (magazine), Nadia Meflah parle d'un film « solaire et sombre, ce thriller politique met en lumière, au risque de se brûler, ce qui se joue depuis le trop long mandat de Recep Tayyip Erdoğan, à savoir l'institutionnalisation de la corruption doublée d'un système de terreur. ».
Selon Judith Beauvallet du site Écran Large, il s'agit d'un film « dont la colère sourde s'exprime au travers d'une mise en scène envoûtante et d'un casting parfait. Burning Days se sert du réel, et du réel seulement, pour créer de l'épouvante autour d'une situation sociale et politique alarmante. Un séduisant cauchemar. ».
Pour Jérôme Garcin (L'Obs), « La force de ce film au scénario dédaléen, qui réconcilierait Nuri Bilge Ceylan et Asghar Farhadi, repose aussi sur ses équivoques : qui manipule qui ? Le chevalier blanc est-il vraiment si blanc, et son allié journaliste, si sincère ? ».
Pour Étienne Saurin (Le Figaro) « Burning Days, présenté au dernier Festival de Cannes dans la section Un certain regard, tient du western et du thriller paranoïaque. Plus Emre enquête et envoie les notables en prison, plus il construit lui-même le piège qui finira par l'enfermer. A voir. ».
Selon Stéphanie Belpêche (Le Journal du dimanche) « Emin Alper impressionne avec sa mise en scène, qui brille par son découpage des plans remarquable et orchestre une montée en puissance progressive. Jusqu’à flirter avec le western. ».
Pour Thierry Chèze (Première) : « Burning Days raconte le choc tellurique entre Turquie d’en haut et d’en bas, entre progressisme et populisme, où tous les coups semblent permis pour que rien ne change, sur fond de masculinité toxique. Le tout dans une ambiance de pur cauchemar où, par une réalisation inspirée, le réalisme flirte régulièrement avec le fantastique. ».
Selon Yves Jaeglé du Parisien, le film « joue sans les nommer sur les tabous de la Turquie sous pouvoir islamique, comme une homosexualité refoulée ou inavouable. « Burning Days » ne trace pas de frontière trop simpliste entre les bons qui ne le sont pas parfaitement, et les méchants qui eux le sont sans limites ».
Le journaliste Dieter Oßwald se montre enthousiaste sur Programmkino.de : "Ce thriller politique à suspense sur l'abus de pouvoir, la manipulation et la morale s'avère être une véritable perle du cinéma. Le puzzle de l'histoire se met en place de manière raffinée grâce à des flashbacks. Les secrets des personnages sont de plus en plus dévoilés et, comme dans un kaléidoscope, les histoires du passé forment une nouvelle image."

### Controverse
À sa sortie, le film fait polémique parce qu'il suggère une attirance homosexuelle entre deux personnages. Il est accusé par le gouvernement turc de « propagande LGBT ». En effet, le personnage du jeune procureur est pris en tenaille entre un journaliste homosexuel, dont la rumeur les a déclarés proches, qui lui révèle que la mairie a enterré des rapports d'expertise sur la gestion de l’eau, et le piège tendu par des notabilités, mis en cause dans le scandale, l'associant au viol d'une jeune Rom,.
Le ministère de la Culture turc exige le remboursement des aides accordées au film, sous le prétexte que le film n'a pas suivi le scénario qui leur était présenté, qui ne mentionnait pas d'homoérotisme,,.

## Distinctions

### Récompenses
- Festival international du film d'Ankara 2022 :
  - Meilleur film en compétition nationale
  - Meilleur acteur pour Selahattin Pasali
  - Meilleure actrice dans un second rôle pour Selin Yeninci
  - Meilleur scénario
  - Meilleur montage
- Festival international du film d'Antalya 2022[26] :
  - Meilleur réalisateur
  - Meilleur acteur pour Selahattin Pasali
  - Meilleur acteur dans un second rôle pour Erol Babaogl
  - Meilleure photographie
  - Meilleur montage
- Prix du cinéma européen 2022 : Prix du montage européen
- Festival du film de Pula 2022 : Meilleur film en compétition internationale[26]
- Festival international du film de Thessalonique 2022 : Prix du public, dans la catégorie production des Balkans
- Festival Polar de Cognac 2023 : Meilleur film[27]

### Sélections
- Festival de Cannes 2022 : section Un certain regard
- Everybody's Perfect 2022, festival LGBTIQ+ de Genève[7],[28]